# Банон
Банон (фр. Banon) је насељено место у Француској у региону Прованса-Алпи-Азурна обала, у департману Горњопровансалски Алпи.
По подацима из 2011. године у општини је живело 1061 становника, а густина насељености је износила 26,65 становника/km².

## Демографија
| 1962. | 1968. | 1975. | 1982. | 1990. | 2011. |
| ----- | ----- | ----- | ----- | ----- | ----- |
| 664   | 767   | 850   | 973   | 940   | 1.061 |